# The Bling Ring
The Bling Ring (no Brasil: Bling Ring: A Gangue de Hollywood; em Portugal: Bling Ring: O Gangue de Hollywood) é um filme de drama baseado em fatos. Dirigido, escrito e produzido por Sofia Coppola, e estrelado por Katie Chang, Israel Broussard, Emma Watson, Taissa Farmiga e Claire Julien. As filmagens começaram em março de 2012. Foi lançado em 14 de junho de 2013.
O filme foi uma coprodução internacional de produtores dos Estados Unidos, Reino Unido, França, Alemanha e Japão. Coppola começou a desenvolver um roteiro baseado nos assaltos da vida real em dezembro de 2011, com Francis Ford Coppola como produtor executivo através da American Zoetrope e Roman Coppola como produtor. Ela viu isso como um afastamento de seus trabalhos anteriores, concentrando-se em um grupo de adolescentes que são "produtos de nossa crescente cultura de reality shows", explorando a cultura consumista dos tablóides e a obsessão pela fama.
A escolha do elenco ocorreu no início de 2012, com Coppola escolhendo principalmente atores jovens e desconhecidos para os papéis principais. A fotografia principal ocorreu entre março e abril do mesmo ano em Los Angeles, Califórnia. Brian Reitzell atuou como supervisor da trilha sonora do filme e co-escreveu a trilha sonora com Daniel Lopatin.
The Bling Ring teve sua estreia mundial em 1º de maio de 2013, na seção Un Certain Regard do Festival de Cinema de Cannes 2013. 
Nos Estados Unidos, teve lançamento limitado nos cinemas pela A24 em 14 de junho de 2013, antes de estrear uma semana depois. Recebeu críticas geralmente positivas dos críticos, com muitos elogiando o elenco e a direção "estilosa" de Coppola; Watson, em particular, recebeu elogios da crítica por seu desempenho. No entanto, outros criticaram o filme por sua abordagem moralmente ambígua em relação ao assunto.

## Sinopse
Inspirado em fatos reais, um grupo de adolescentes obcecados por fama formado por Rebecca, Marc, Nikki, Sam e Chloe, usam a internet para rastrear o paradeiro de diversas celebridades, a fim de roubar as suas casas. Suas vítimas incluem Paris Hilton, Lindsay Lohan, Megan Fox, Rachel Bilson, Audrina Patridge e Orlando Bloom. A gangue toda já possuía boa condição financeira, sem necessidade de roubar outras pessoas, tudo começou com um simples assalto e depois aumentou, chegando a roubar cerca de três milhões de dólares da casa dos artistas. Se não fosse pelo compartilhamento de fotos nas redes sociais com os objetos furtados, talvez os policiais de Los Angeles, nunca tivessem descoberto tais furtos. Os integrantes da gangue eram controlados pela líder, Rebecca, que jogou toda a culpa em seu amigo, Marc Hall. Porém, Rebecca era a grande estrategista do grupo.
Sofia Coppola mais uma vez questiona o mundo dos adolescentes, o mundo dos jovens, principalmente de Los Angeles (Califórnia), já que a diretora foi criada nesse cidade e participou sempre da indústria do entretenimento. O filme foi inspirado num artigo na revista, Vanity Fair, assim que a diretora viu o artigo, ela resolveu filmar a história.

## Elenco
- Katie Chang como Rebecca Ahn (Rachel Lee)
- Israel Broussard como Marc Hall (Nick Prugo)
- Emma Watson como Nicki Moore (Alexis Neiers)
- Taissa Farmiga como Sam Moore (Tess Taylor)
- Claire Julien como Chloe Tainer (Courtney Ames)
- Carlos Miranda como Rob (Roy Lopez, Jr.)
- Leslie Mann como Laurie Moore (Andrea Arlington-Dunn)
- Erin Daniels como Shannon
- Gavin Rossdale como Ricky (Johnny "Dangerous" Ajar)
- Stacy Edwards como Debbie
- Nina Siemaszko como Detetive Vegas
- Georgia Rock como Emily Moore (Gabby Neiers)
- Stacy Edwards como Sra. Hall
- G. Mac Brown como Henry
- Marc Coppola como Sr. Hall
- Janet Song como Sra. Ahn
- Annie Fitzgerald como Kate (Nancy Jo Sales)
- Doug DeBeech como Adam
- Patricia Lentz como Juiza Henley
- Maika Monroe como Garota na Praia
- Paris Hilton como Ela mesma
- Kirsten Dunst como Ela mesma
- Lindsay Lohan como Ela mesma (imagem)
- Audrina Patridge como Ela mesma (imagem)
- Rachel Bilson como Ela mesma (imagem)
- Miranda Kerr como Ela mesma (imagem)
- Orlando Bloom como Ele mesmo (imagem)

## Filmagens
A produção ocorreu principalmente e em torno de Los Angeles, Califórnia, janeiro e fevereiro de 2012. Paris Hilton, que foi vítima várias vezes desse tipo de assalto na vida real, foi confirmada para fazer uma aparição no filme por mais um vez , pois The Bling Ring tem duas versões,uma em 2011 e essa em 2013.Enquanto Kirsten Dunst foi vista no set de filmagens, pois já trabalhou com a diretora antes e são amigas. Algumas cenas foram filmadas na casa de Paris Hilton, ela liberou a casa para filmagens, pois, acha Sofia Coppola uma excelente diretora e pessoa. Algumas cenas se passam também centro de detenção Century Regional, em Lynwood, Califórnia.

## Recepção
O filme recebeu críticas positivas dos críticos, e atualmente tem uma percentagem de 61% dos críticos no site Rotten Tomatoes. No site Metacritic o filme tem uma nota de 66 em 100 por 40 críticas, representando críticas favoráveis. Emma Watson recebeu críticas aclamadas por seu papel como Nikki, Richard Roeper do Richardroeper.com a descreveu como uma "estrela cômica".[carece de fontes?]